# Gunillaklockan

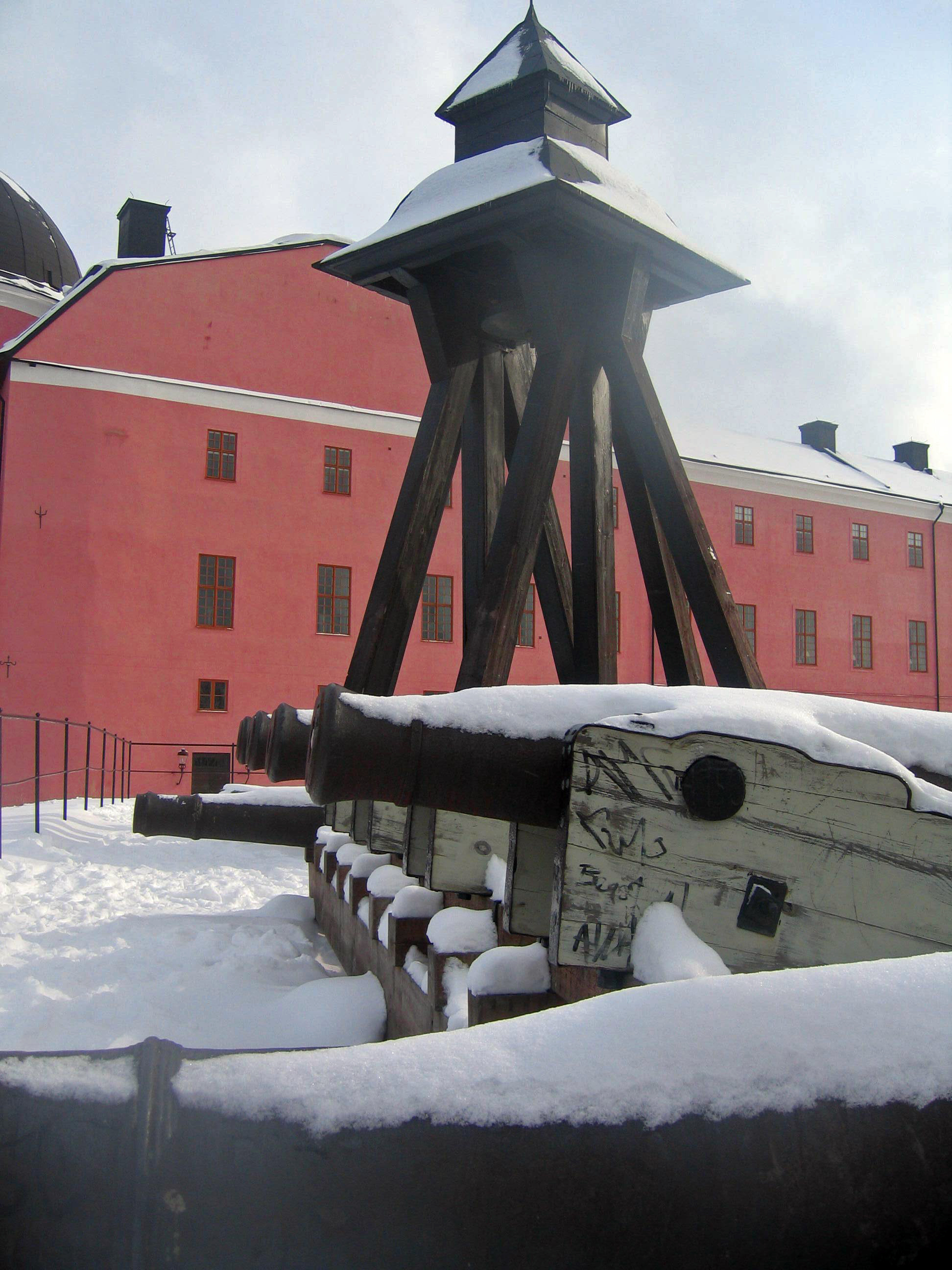
Gunillaklockan framför Uppsala slott.

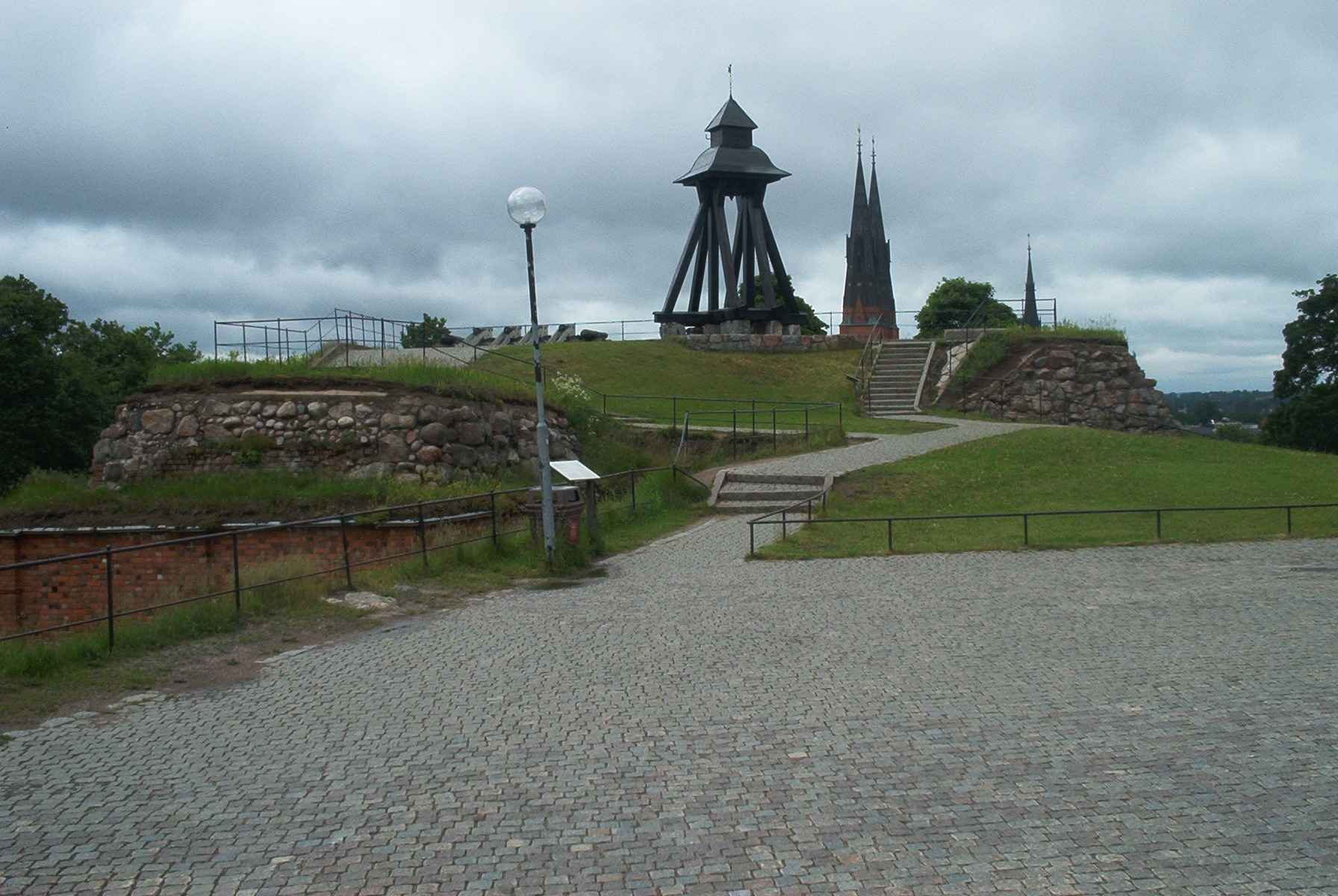
Gunillaklockan sedd från borggården.

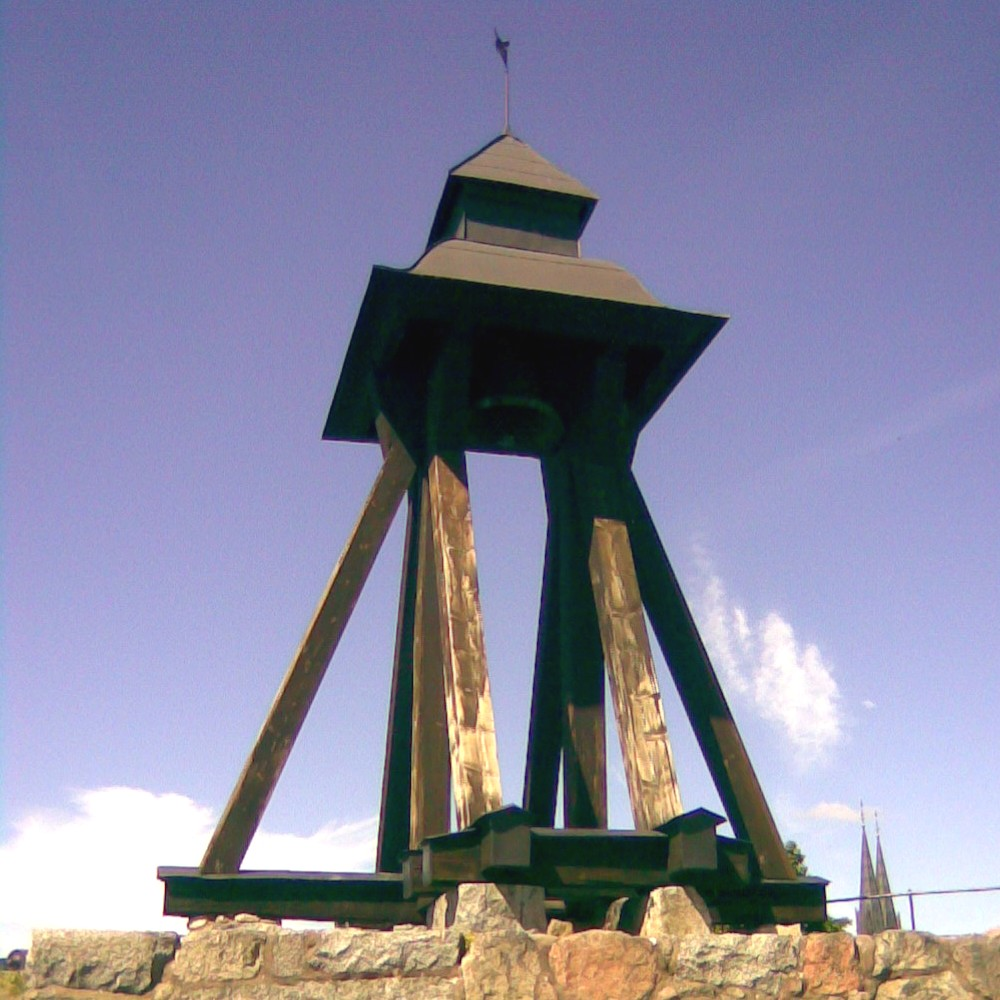
Gunillaklockan i närbild.

Gunillaklockan hänger i den klockstapel som finns ovanpå bastionen Styrbiskop vid Uppsala slott, och har blivit en av symbolerna för staden Uppsala och dess universitet. 

## Historia
Gunillaklockan göts 1588, och skänktes till slottskyrkan på Uppsala slott av drottning Gunilla, född Bielke, och omgöts år 1759.
På klockans ena sida står:
Drotning Gunnila hafver låta gjuta mig anno 1588.
Under konung Adolph Fredrich blifvit från min bräckelighet förnyad. Anno 1759.
På den andra sidan står:
Guten af Gerh. Meyer i Stockholm.
Klockan var ursprungligen kyrkklocka för den tidigare slottskyrkan i Uppsala slott, och även timklocka för det urverk som fanns på det sydöstra slottstornet, där också klockan hängde. Efter den stora stadsbranden i Uppsala 1702, då en stor del av Uppsala slott och domkyrkan förstördes, blev den en så kallad vårdklocka för Uppsala stad och först då sattes den upp i en klockstapel på Styrbiskop. En vårdklocka fanns i många svenska städer, och ringde "i vård" (afton) och "ur vård" (morgon). När det ringdes i vård skulle stadsborna bege sig hem och till vila, stänga dörrar och fönsterluckor, och tornvakten i kyrktornet och nattvakten på gatorna började sitt arbete. När klockan ringde ur vård på morgonen var det en signal att natten var över och att en ny dag hade börjat.
Klockan slår totalt 151 slag klockan 06.00 och 21.00 varje dag, och fick automatiserad ringning under 1980-talet.

## Namnet
Klockan kallades under senare delen av 1800-talet ofta "Kristinaklockan" då man felaktigt associerade den med drottning Kristina. Carl Johan Bergman skrev i boken Upsala och dess nejder 1842 att "när Christina sista gången lemnade Upsala slott, skall hon i ett anfall av ånger öfver sin religionsförändring och thronafsägelse hafva anslagit ett betydligt kapital, hvarföre hvarje afton hennes själaringning skulle bestridas. Och förordnade hon, att när den till detta ändamål beställda klockan skulle gjutas, en silfvertacka skulle kastas i den smältande malmen, för dess större välljud". Landsantikvarien och uppsalakännaren Carl M. Kjellberg var den förste som vid närmare besiktning av klockan publicerade en tidningsartikel 30 december 1891 där han angav det rätta förhållandet om vem som låtit gjuta klockan. Namnet Kristinaklockan hade dock fått fast fäste hos allmänheten, och det var först sedan Fredrik Clason i en tidningsartikel 17 augusti 1911 på nytt påpekat att drottning Gunilla var den som borde äras för klockans tillkomst, som det nya namnet fick fäste i Uppsala. Ännu tidigare kallades den ofta bara "Slottsklockan" (se till exempel Gluntarne, glunt no 27).

## Traditioner

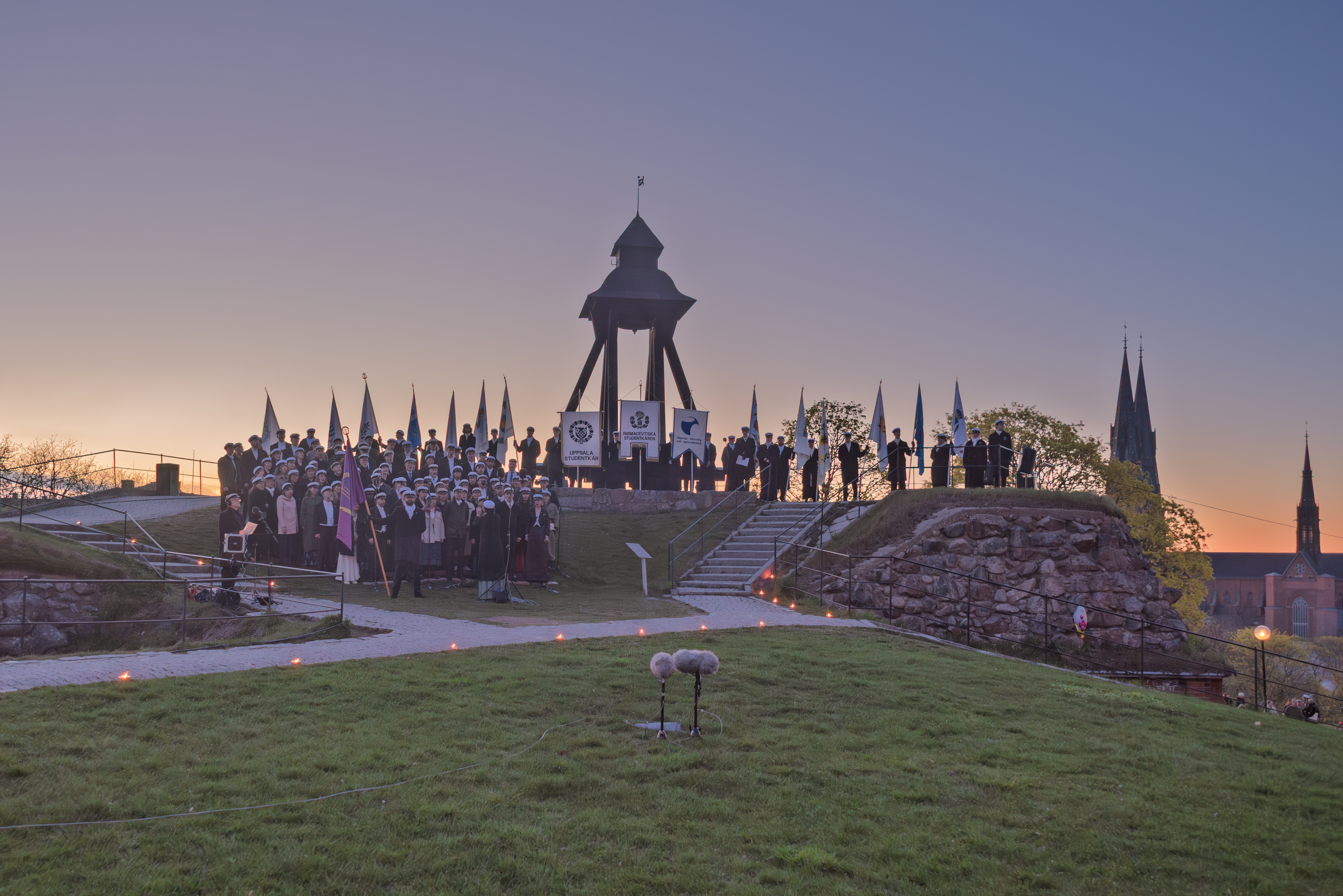
Valborgsfirande vid Gunillaklockan 2025.

Gunillaklockan står jämte Carolina Rediviva för de fasta punkterna i Uppsalas valborgsfirande. Klockan 21 framför då Curator curatorum uppsalastudenternas vårtal, följt av sång framförd av Allmänna Sången. Firandet finns till exempel travesterat i Pelle Svanslös. Varje år i december går Jamtamot fackeltåg från Norrlands nation till Gunillaklockan för att avnjuta klockringningen kl 21, med glögg, brandtal och skönsång från Jamtkören.